# Melantiàcies
Les melantiàcies (Melanthiaceae) són una família de plantes monocotiledònies, consten de 16 gèneres dels quals es poden distingir 5 grups distintius morfològicament, entre els quals es troben gèneres com Trillium (anteriorment en Trilliaceae). Posseeixen fulles sempreverds, de base envainadora, la inflorescència raïmosa, 3 o 4 tèpals, estils separats i l'estigma sec, el periant persistent en el fruit, l'embrió petit.

## Gèneres
- Amianthium
- Anticlea
- Chamaelirium
- Chionographis
- Helonias
- Heloniopsis
- Melanthium
- Paris
- Pseudotrillium
- Schoenocaulon
- Stenanthium
- Toxicoscordion
- Trillidium
- Trillium
- Veratrum
- Xerophyllum
- Ypsilandra
- Zigadenus